# Dysderoidea
Die Dysderoidea sind eine Überfamilie der Echten Webspinnen. Diese Überfamilie besteht aus den Spinnenfamilien der Sechsaugenspinnen (Dysderidae), Zwergsechsaugenspinnen (Oonopidae), Fischernetzspinnen (Segestriidae) und Orsolobidae.